# Robin Givhan
Robin Givhan (Detroit, 11 de septiembre de 1964) es una editora, autora, crítica de moda y periodista estadounidense. 
Realizó sus estudios en la Universidad de Princeton en 1986 y tiene un máster en periodismo de la Universidad de Míchigan. Trabajó en Detroit Free Press por 7 años, en el San Francisco Chronicle y en la revista Vogue.
Entre sus artículos se encuentran críticas a las primeras damas Hillary Clinton y Michelle Obama.
Es editora de moda en el Washington Post.
En 2006 fue ganadora del Premio Pulitzer de crítca.

## Libros
- 2010, Michelle.
- 2015, La Batalla de Versailles.